# Theobald Obach
Theobald Obach (* 30. September 1843 in Stuttgart; † 19. Juni 1887 in Wien) war ein deutscher Techniker und Pionier im Seilbahnbau.

## Leben
Nach seinem Studium am Stuttgarter Polytechnikum machte er ein Praktikum als Volontär an der Mechanischen Baumwolle Spinnerei J. H. Staub & Söhne in Altenstadt bei Geislingen an der Steige. Anschließend arbeitete er in verschiedenen englischen Spinnereien und Drahtseilfabriken, wobei er ein eigenes System von Drahtseilbahnen mit Trag- und Zugseil entwickelte.
1868/69 ließ er sich in Wien als Zivilingenieur nieder. Aus England hatte er die erste Dampfstraßenwalze mitgebracht, die der Hofärar (Fiskus) erwarb.

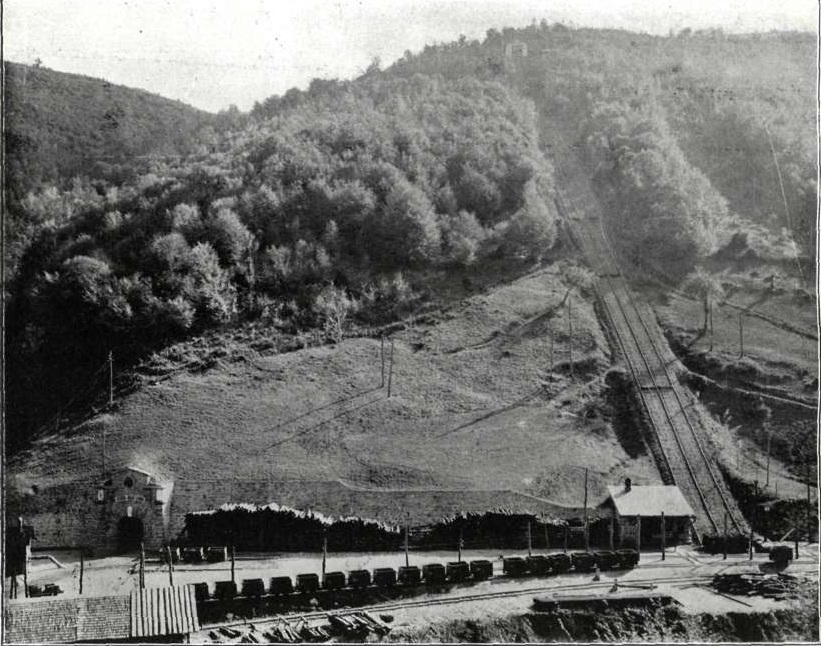
Retişoara um die Jahrhundertwende, Beginn der Seilbahn nach Hunedoara

Am 25. Oktober 1870 reichte er ein österreichisches Patent auf eine Drahtseilbahn mit getrennten Seilen für Traglast und Zug, mit Exzenterklemmapparat, Seilauflagerschuhen und Tragrollen ein. Nachdem dieses Anfang 1871 erteilt war, gründete er sein eigenes Unternehmen. Seine, für die Wiener Weltausstellung 1873 geplante erste Personenseilbahn gelangte nicht zur Ausführung. 1873 baute er im Kohlenrevier von Hrastnik eine Materialseilbahn von 2762 m Länge. Als Kupplung kam hier ein Schraubenspindel-Klemmapparat zum Einsatz.
1875 baute er zwei weitere Kohleseilbahnen und 1877 die 535 m lange Steinbruchseilbahn für Bohnkogel-Altenberg. In den 1880er Jahren baute er Seilbahnen für die Hohenauer Zuckerfabrik, die Lilienfelder Zementfabrik und die Wittkowitzer und Ternitzer Eisenwerke. Die 1882 errichtete Seilbahn für das Eisenwerk im Siebenbürgischen Hunedoara hatte eine Länge von 30,5 km, eine Gesamtsteigung von 892 m, freie Spannweiten bis zu 472 m und überbrückte 62 Täler.
Seine beiden Brüder, die das Unternehmen erbten, verkauften die Drahtseilerzeugung an Felten & Guilleaume und das Seilbahnunternehmen 1892 an Julius Pohlig.
In Linz ist der Obachplatz und in Wien die Obachgasse nach ihm benannt.

## Veröffentlichungen
- Ueber Drahtseilbahnen; Budapest, 1885